# Rateșu Cuzei
Rateșu Cuzei – wieś w Rumunii, w okręgu Vaslui, w gminie Rebricea. W 2011 roku liczyła 530 mieszkańców.